# Stadtwerkstatt
Die Stadtwerkstatt ist ein offenes Veranstaltungs- und Projekthaus in Linz. 1979 von jugendlichen Aktivisten gegründet, ist sie das älteste autonome Kulturzentrum der Stadt. Neben wöchentlich mehreren Musikveranstaltungen finden regelmäßig auch andere kulturelle und künstlerische Veranstaltungen statt. Im Gebäude der Stadtwerkstatt arbeiten drei verschiedene Vereine: der Verein Friedhofstr 6 (vulgo Stadtwerkstatt) mit den Abteilungen Cafe Strom, den Kunstprojekten und den Veranstaltungen sowie dem freien Radio FRO und der Netzkunst- und Kulturinitiative servus.at.

## Geschichte

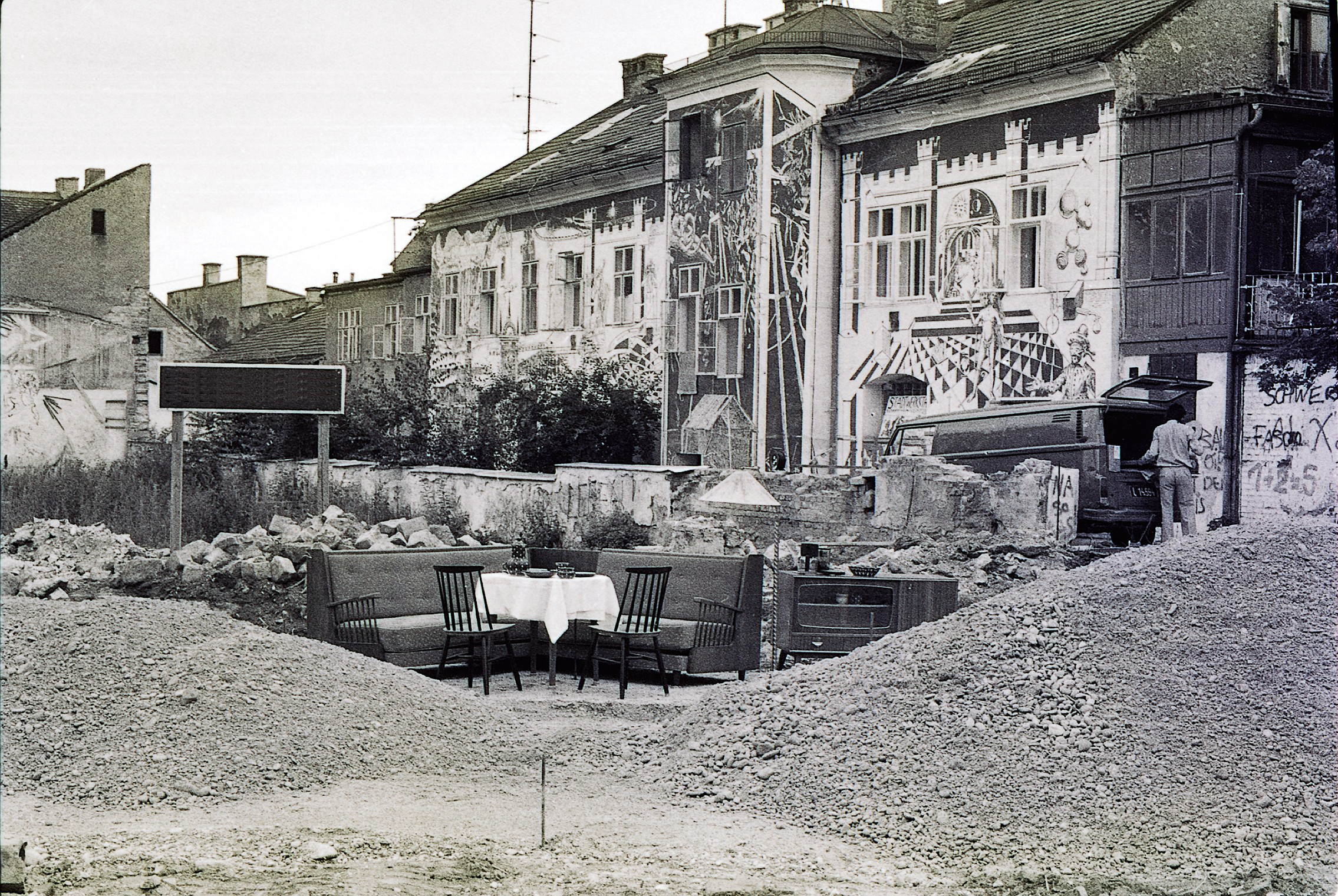
1985, Kunstinstallation: "Frühstück in der Kurve" von Rainer Zendron. Im Hintergrund das Gebäude der Stadtwerkstatt in der Friedhofstraße 6

Die Stadtwerkstatt wurde 1979 als Verein in Linz mit dem „Ziel der kritischen Auseinandersetzung mit den Bedingungen des Lebens in der Stadt und der Förderung kultureller Initiativen auf volksnaher Ebene“ gegründet.
1980 zog der Verein in ein leerstehendes Fabrikgebäude im Linzer Stadtteil Urfahr, nahe der Donau, ein. Das Gebäude wurde sowohl für Wohn- als auch für Ausstellungs- und Veranstaltungszwecke genutzt. Kurz bevor 1983 der Abbruch drohte, startete der Verein die Aktion „Sgraffito Alchemia“, in dessen Rahmen die gesamte Gebäudefassade gestaltet wurde. Das Haus wurde 1990 zu Gunsten eines Wohnheims dennoch abgerissen und der Verein übersiedelte in das im Besitz der Stadtgemeinde Linz stehende, wesentlich kleinere Haus in der Kirchengasse 4.
Ab März 2001 wurde das Gebäude grundlegend umgestaltet und renoviert. Die im Gebäude ansässigen Büros sowie Radio FRO übersiedelten vorübergehend bis zur Wiedereröffnung im Mai 2002. 2006 zählten die Veranstaltungen der Stadtwerkstatt rund 19.000 Besucher.
Quartalsmäßig gibt die Stadtwerkstatt die Zeitung Versorgerin heraus, die man kostenfrei abonnieren kann. 2015 wurde eine weitere Kooperation mit der Zeitung die Referentin begonnen.
2010 startete ein jährliches Artists-in-Residence-Programm auf einem Hausboot im Linzer Winterhafen.
2012 wurde die Währung Gibling unter dem Label punkaustria.at initiiert. Bei dieser umlaufgesichterten Währung verliert die Währung jedes Jahr an Wert. Jedes Jahr wird ein Künstler eingeladen diese Währung zu gestalten. Die Künstler waren Oona Valerie, Leo Schatzl, Deborah Sengl, Michael Aschauer, Judith Fegerl, Julius Deutschbauer, Eva Grün, Peter Weibel, OrtnerSchinko, Shu Lea Cheang und Franz Xaver.
Seit 2015 findet mit STWST48 eine jährliche, 48 Stunden dauernde Showcase-Extravaganza statt. Diese internationale Veranstaltung präsentiert in geballter Form die künstlerischen Produktionen des Hauses und auch Künstler, die zum jeweiligen Thema arbeiten. Co-kuratiert wird STWST48 u. a. von der Künstlerin Shu Lea Cheang, Kooperationspartnerin ist die Ars Electronica.

## Gebäude

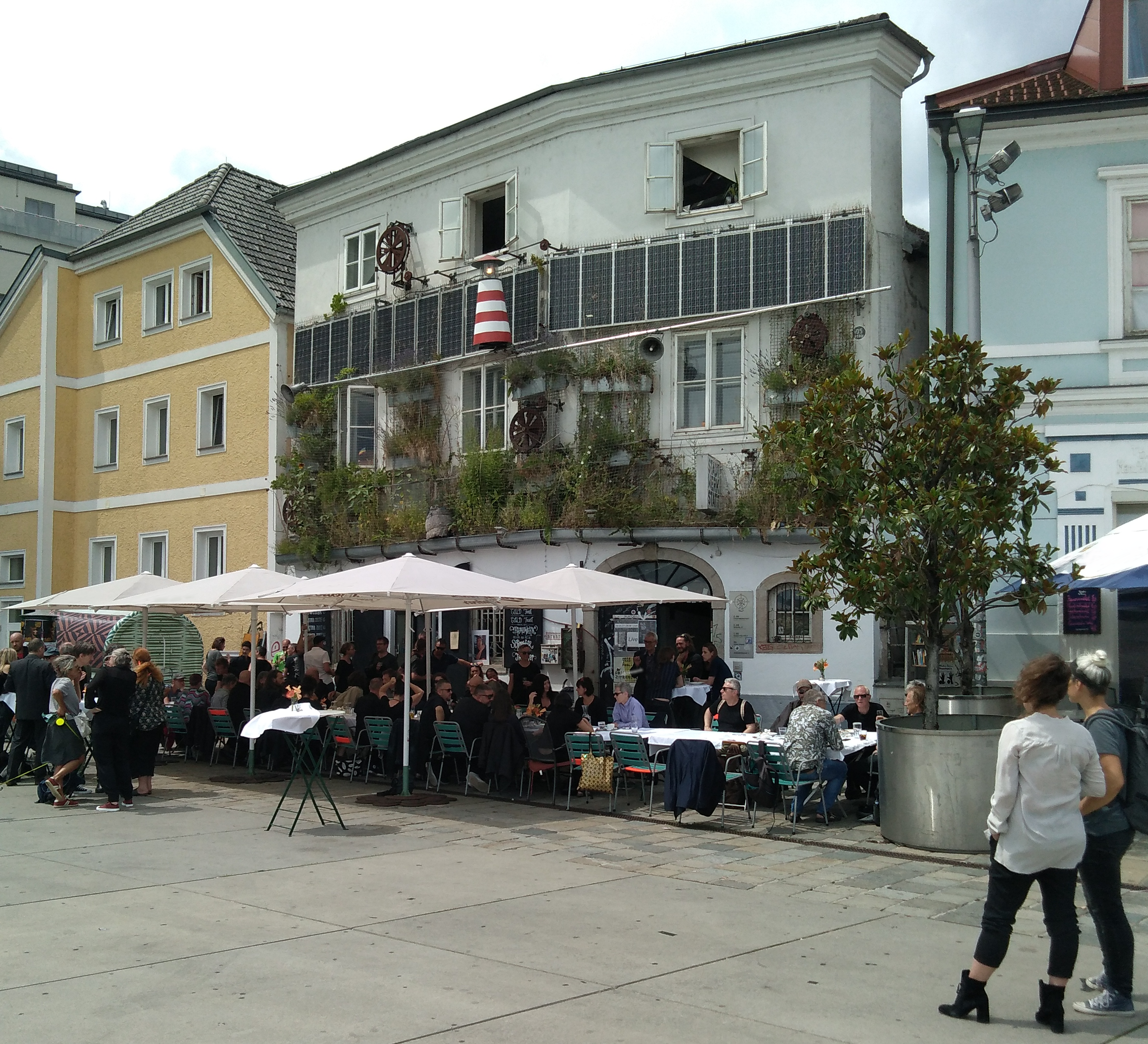
Die Stadtwerkstatt seit 1990 im Haus der Kirchengasse 4, 4040 Linz

Die Stadtwerkstatt wurde in der Friedhofstraße 6 gegründet und zog 1990 in das Nachbargebäude Kirchengasse 4, fast direkt an der Donau, der Nibelungenbrücke und neben dem Ars Electronica Center. Im Stadtwerkstatt-Gebäude befindet sich im Erdgeschoß das Café und Lokal „Café Strom“, im 1. Obergeschoß der große Saal sowie das Studio von Radio FRO und ein bei Veranstaltungen häufig als Bar- oder DJ-Raum genutzter Nebenraum.

## Aktionen
Gemäß seinem Ziel förderte der Verein „kulturelle Initiativen“ wie die „Unabhängigen Filmer Linz (ULF)“ und beteiligte sich an Ausstellungen und an der Produktion von Theaterstücken. Aber auch selbst unternahmen die Mitglieder und Künstler der Stadtwerkstatt regelmäßig – häufig ungewöhnliche – Aktionen wie zum Beispiel 1983 ein „Rolltreppenkonzert“ in der Geschäftspassage des Gebäudekomplexes Lentia 2000 oder 1982 das „Maschinenraumkonzert“ in der Linzer „Galerie Hofstöckl“.
Auch Plakatausstellungen wie „4 Jahre optisches Megaphon“ im Jahre 1984, sowie die Gestaltung der Fassade des alten Vereinsgebäudes 1983, oder das Fassadengemälde „Glühendes Vehikel“ 1986, zählten zur künstlerischen Betätigung der Stadtwerkstatt.
1995 wurde das Buch zur gleichnamigen Ausstellung „Stadtwerkstatt in Arbeit 1979–1995“ In der Landesgalerie präsentiert. Die künstlerische Auseinandersetzung fand und findet in allen Genres statt vor allem aber in der sozialen Plastik und im Bereich der neuen Medien. Daraus entwickelte sich 1996 der Kunst- und Kulturserver servus.at und 1998 das Freie Radio FRO. Beide Initiativen sind eigenständige Vereine und arbeiten im Haus der Stadtwerkstatt.

### STWST-TV
Videoproduktionen fanden Eingang auf diversen Filmveranstaltungen und seit der Gründung des „STWST-TV“, welches nur selten tatsächlich im Fernsehen zu sehen war, konnte die Stadtwerkstatt mehrmals eigene Sendekonzepte auch größeren Zusehergruppen zugänglich machen. Zu den Filmtagen Wels 1987 präsentierte „STWST-TV“ eine fünftägige Livesendung namens „Hoteltelevision“, die in einem Welser Hotel mittels hauseigener TV-Anlage empfangen werden konnte. 1989 war „STWST-TV“ am Videofestival „Querspur“ zu sehen, und 1990 sendeten die Medienaktivisten im New Yorker Buffalo an sechs aufeinanderfolgenden Tagen insgesamt 12 Stunden interaktives Live-TV mit dem Namen „Shuffle Off To Buffalo“, welches 320.000 Haushalte via Kabel empfangen konnten. Für eine dieser Sendungen war ein Sendetermin vorgesehen, an dem normalerweise eine wöchentlich ausgestrahlte Sendung von radikalen Christen stattfand. Um den Zusehern den Umstand anfänglich zu verheimlichen, dass nun „STWST-TV“ anstatt der üblicherweise zu dieser Zeit abgehandelten Show Programm macht, begann die Sendung mit Bibeltexten und einem als Priester verkleideten Moderator. So konnte ein Publikum erreicht werden, das wohl nicht von selbst eine von „STWST-TV“ gestaltete Sendung mitverfolgt hätte. Insgesamt wurden sieben Sendungen ausgestrahlt, die einen Themenbereich von Religionsfanatismus, Jugendwahn, US-amerikanischem Invasionsdrang, Behandlung von Österreich-Klischees, dem US-amerikanischen Bild von Europa, Punk als Kunstbegriff sowie einer ganzen Sendung ohne Ton und nur mit Bildern absteckte.
Einige weitere Projekte der Medienkünstler:

1991 und 1992 gestaltete „STWST-TV“ Sendungen zur Ars Electronica mit den Mottos „Out Of Control“ sowie „Endo und Nano“, welche auf 3sat und ORF 2 zu sehen waren. 1993 war eine STWST-TV-Präsentation live auf Kanal 5 im Kabel von Amsterdam zu sehen. Im gleichen Jahr präsentierte die Mediengruppe an verschiedenen Universitäten in Cochabamba, Bolivien, ihr Programm „CBB Por Ejemplo“. Sämtliche Ausstellungsbeteiligten wurden daraufhin tatsächlich zu Ehrenbürgern der Stadt Cochabamba ernannt.
All diese innovativen und kreativen Medienarbeiten blieben nicht ungewürdigt, denn 1993 und 1994 gab es gleich mehrere Auszeichnungen:
- Landeskulturförderungspreis für Videokunst an Herbert Schager (1993)
- Talentförderungspreis des Landes Oberösterreich für Medienkunst an Thomas Lehner (1993)
- Landespreis für initiative Kulturarbeit an die Stadtwerkstatt (1993)
- Würdigungspreis für Medienkunst vom Bundesministerium für Wissenschaft und Kunst (1994)

## Veranstaltungen
Von Anfang an übte der Verein zahlreiche Veranstaltungen unterschiedlichster Art und Weise aus. Es fanden Ausstellungen, Theaterstücke, Vorträge und natürlich zahlreiche Konzerte statt. So spielten 1982 etwa die „Einstürzenden Neubauten“, „Abwärts“ und auch „Konstantin Wecker“ im Gebäude in der Urfahraner Friedhofstraße 6. 1983 las Hermann Nitsch aus dem „Orgien-Mysterien-Theater“.
1998 war Black Market International in Linz und präsentierte vom 16. bis 20. November Performance und Aktionskunst.
Einer breiten Öffentlichkeit bekannt ist die Stadtwerkstatt neben Lesungen und Aktionen aber vor allem aufgrund regelmäßiger Konzerte von alternativen – lokalen wie internationalen – Bands (Rock, Punk, Elektropop, etc.) und DJs (Elektronische Musik wie z. B. Drum and Bass und Techno, Hip-Hop, Reggae etc.). Hierbei können auch die Räumlichkeiten der Stadtwerkstatt häufig von lokalen Veranstaltern (meist DJ-Kollektive) angemietet werden, in enger Kooperation mit der Stadtwerkstatt wird an einer reibungslosen Durchführung der jeweiligen Veranstaltung gearbeitet.
So fand beispielsweise im Februar 2006 eine zweitägige Veranstaltung experimenteller elektronischer Musik statt, das
„Interferenz 06 Extreme Music Meeting“, welches von „Hirntrust Grind Media“ und „Artonal“ organisiert wurde. Neben lokalen Bands, deren Spiel vom japanischen DJ „KK Null“ begleitet und bearbeitet wurde, sowie DJs der regionalen Kollektive „Chemotaxis“ und „Morphed“, traten weitere Experimentalmusiker und -DJs aus Deutschland, Australien, USA, Holland und Belgien (Sickboy) auf.